# Accell Group
Die Accell Group B.V. ist eine niederländische Holding, die über verschiedene Marken und Tochterunternehmen Fahrräder an Produktionsstandorten in den Niederlanden, Deutschland, Finnland, Frankreich, Belgien und Ungarn herstellt und verkauft. Das Unternehmen entstand aus dem Fahrradhersteller Koga-Miyata.
Im April 2017 wurde bekannt, dass die zwei großen niederländischen Fahrradhersteller Pon (Gazelle, Cervelo, Union) und die Accell Group eine Fusion planten. Damit wäre der größte Radhersteller der Welt entstanden. Die Unternehmen konnten sich jedoch nicht auf die Bedingungen einigen. Accell lehnte schließlich das Übernahmeangebot von Pon in Höhe von 845 Millionen Euro ab.
Die Gruppe befindet sich seit 2022 vollständig im Besitz der US-amerikanischen Beteiligungsgesellschaft KKR & Co. Zuvor war die Gruppe börsennotiert. Das Jahr 2024 verlief durch verschiedene Krisen nicht gut für die Accell Group, so gab es bei der Lastenrad Marke Babboe einen Skandal um Qualitätsprobleme bei den verwendeten Rahmen. Genauso wurde bekannt, dass verschiedene Werke der Gruppe geschlossen und auch Mitarbeiter entlassen werden mussten, darunter das Werk im bayrischen Waldsassen. Im Oktober wurde ein Schuldenschnitt beschlossen der die finanzielle Belastung der Gruppe von 1,4 Mrd. Euro auf 800 Mio. Euro senken soll.

## Marken

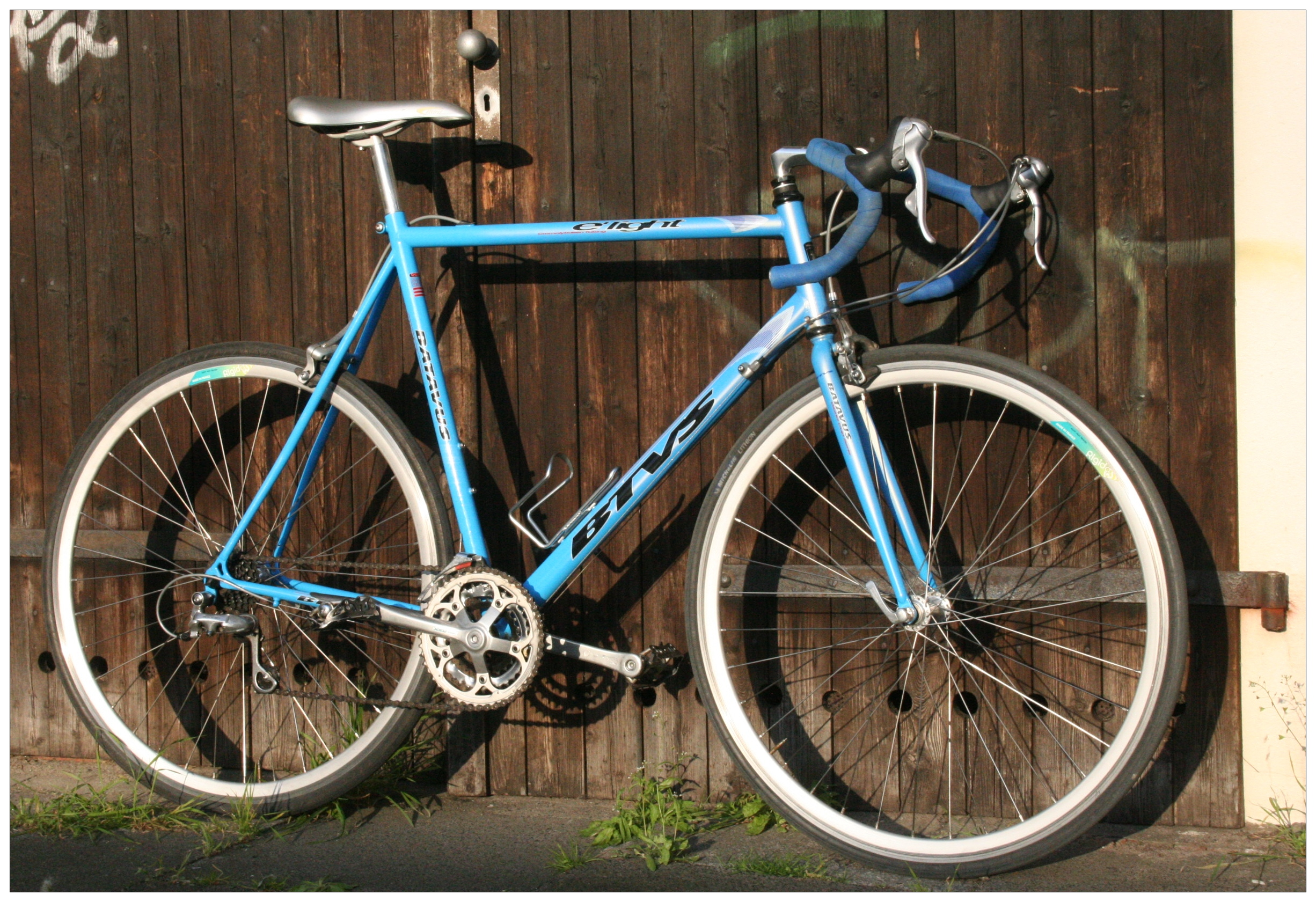
Rennrad der Accell-Marke Batavus

Folgende Marken gehören weltweit zur Accell Group:
- Deutschland
  - Ghost-Bikes (Mountainbikes, E-Bikes, Trekking-Bikes, Urban Bikes)
  - Winora Group
    - Winora-Staiger GmbH
      - Winora (Fahrräder, Elektrofahrräder)
      - Haibike (Mountainbike; Elektrofahrräder, Pionier für EMTB)
      - Staiger (Premiummarke bis 2016, danach unter der Marke Winora)
        - Sinus (Elektrofahrräder von Staiger bis 2016, danach unter der Marke Winora)

      - XLC (Komponenten, Zubehör und Kleidung)

    - E.Wiener BikeParts GmbH (Großhandel für Fahrradteile)

  - Batavus Bäumker GmbH (Großhandel für Fahrradteile und Fahrräder)
    - Batavus (Fahrräder)
    - Green’s (Fahrräder)

- Finnland
  - Tunturi (Fitnessgeräte, Fahrräder)
    - Nishiki

- Frankreich
  - Lapierre (Rennräder, MTB, EMTB etc.)

- Großbritannien
  - Raleigh

- Italien
  - Atala
    - Carraro (Rennräder)

- Niederlande
  - Babboe (Lastenfahrräder für Familien)
  - Loekie (Kinderfahrräder)
  - Sparta (E-Fahrräder)
  - Koga (Fahrräder und E-Bikes)
  - Juncker Bike Parts (Teile für Fahrräder und Motorroller)
  - Van Nicholas Bicycles (Fahrräder mit Titanrahmen)
  - Carqon (Lastenräder)

- Belgien
  - Brasseur Bike Parts (Fahrradteile)

- Vereinigte Staaten
  - Redline (Fahrräder, Fahrradteile)
  - Seattle Bike Supply (Großhandel für Fahrradteile)
  - Bremshey Sport (Fitnessgeräte)

## Ehemalige Marken
- 1995 bis 2013 Hercules (Fahrräder), danach Verkauf an ZEG.[7]